# Retortamonadida
A Retortamonadida a Metamonada kis, jobbára állati emésztőrendszerben kommenzalista csoportja, de legalább egy szabadon élő faja – a Chilomastix cuspidata – él. Korábban a parafiletikus Archezoa csoportba sorolták, de az parafiletikus volt. Hossza általában 5–20 μm, és 18S rRNS-ei hasonlók. 2 nemzetsége ismert, ezek a 2 ostorú Retortamonas és a 4 ostorú Chilomastix. Mindkét esetben 4 alapi test van egy sejtszáj előtt, és 1 ostor visszafelé halad a sejten át, és a sejtszájból ered.
Ismert fajaiban nincs mitokondrium, Golgi-készülék, diktioszóma vagy peroxiszóma. A Diplomonadida közeli rokonaiként a Metamonada tagja. A két klád számos filogenetikai hasonlósága miatt mivel a Diplomonadidában nem ősi a mitokondriumok hiánya, feltehetően a Retortamonadida is másodlagosan mitokondrium nélküli.